# Centris caxiensis
Centris caxiensis är en biart som beskrevs av Adolpho Ducke 1907. Centris caxiensis ingår i släktet Centris och familjen långtungebin. Inga underarter finns listade.